# ریسک کمتر
جانوری با وضعیت حفاظتی ریسک کمتر، جانوری است که سطح جمعیت آن به اندازه کافی بالاست که بقای خود را تضمین کند. جانورانی با این وضعیت واجد شرایط تهدید یا انقراض نیستند، با این حال، بلایای طبیعی یا فعالیت‌های انسانی خاص باعث تغییر وضعیت آنها به هر یک از این طبقه‌بندی‌ها می‌شود.
این طبقه‌بندی به سه نوع تقسیم می‌شود:
- وابسته به حفاظت - جایی که توقف اقدامات حفاظتی فعلی ممکن است منجر به طبقه‌بندی آن در سطح ریسک بالاتر شود.
- نزدیک تهدید - ممکن است در آینده نزدیک گونه آسیب‌پذیر شود اما معیارها را برآورده نکند.
- کمترین نگرانی - جایی که هیچ یک از دو مورد بالا اعمال نمی‌شود.

## همچنین ببینید
- طرح اقدام تنوع زیستی
- گونه‌های در معرض خطر